# Prinzip der Doppelwirkung
Das Prinzip der Doppelwirkung (PDW) ist ein von einigen ethischen Theorien akzeptiertes Prinzip. Es besagt, dass eine Handlung mit sowohl (moralisch) schlechten wie auch (moralisch) guten bzw. (moralisch) neutralen Folgen dann moralisch erlaubt ist, wenn die schlechten Folgen nur unbeabsichtigte Nebenfolgen sind. Moralisch verboten ist sie immer dann, wenn (auch) die schlechten Folgen beabsichtigt sind. Dies ist vor allem dann der Fall, wenn die schlechten Folgen als Mittel zur Erreichung der guten Folge eingesetzt werden. Nach diesem Prinzip ist die schlechte Folge moralisch nur insoweit relevant, als sie vom Akteur beabsichtigt und damit zum Gegenstand seines Wollens gemacht wird, nicht aber sofern sie von ihm nur vorausgesehen wird.
Das Prinzip der Doppelwirkung wird gelegentlich herangezogen, um die in vielen Rechtssystemen vorhandene normative Differenzierung zwischen aktiver und indirekter Sterbehilfe zu begründen.

## Begriffsgeschichte
Innerhalb einer ethischen Theorie, die einige Handlungen absolut verbietet, kann das Dilemma auftreten, dass dieses Verbot eine Handlung nicht zulässt, die in einer bestimmten Situation sehr gute und wünschenswerte Konsequenzen hätte. Im Gegensatz zum Konsequentialismus, der bei der Beurteilung einer Handlung als moralisch richtig oder falsch ausschließlich die Konsequenzen der Handlung betrachtet, gelten in deontologischen Ethiktheorien bestimmte Werte absolut. Ein gängiges Beispiel ist das absolute Tötungsverbot innerhalb der christlichen Ethik, welches allerdings durch das PDW eine gewisse Relativierung erfährt. 
Anhand des Beispiels der Tötung eines Aggressors im Akt der Selbstverteidigung wurde die Frage zuerst im 13. Jahrhundert von Thomas von Aquin diskutiert. Es kann vorkommen, so Thomas, dass man in Notwehr einen Aggressor tötet. Dies kann erlaubt sein, denn die mit dieser Handlung verknüpfte (moralisch gute) Absicht ist die Rettung des eigenen Lebens. Die Tötung des Angreifers ist ebenso eine Wirkung der Handlung wie die Rettung des eigenen Lebens. Wenn die Tötung keine unverhältnismäßige Gewaltanwendung in Bezug auf die Schwere des Angriffs war, dann ist der Tod des Angreifers vom Selbstverteidiger zwar in Kauf genommen worden, aber trotz des absolut geltenden Tötungsverbotes kein Grund, die Selbstverteidigung als moralisch falsch erscheinen zu lassen.
In seiner heutigen Form ist das PDW eine Sammlung von Bedingungen, unter denen es erlaubt ist, etwas Schlechtes zu bewirken. Es lautet gemäß den Ausführungen von Friedo Ricken aus dem Jahr 2013:
Es müssen die folgenden vier Bedingungen erfüllt sein, damit die Verursachung eines Übels sittlich erlaubt ist:
(1) Die Handlung an sich, abgesehen vom vorhergesehenen Übel, muss sittlich gut oder sittlich indifferent sein.
(2) Die handelnde Person beabsichtigt die gute Wirkung der Handlung; die schlechte Wirkung wird nur vorhergesehen.
(3) „Die schlechte Wirkung darf kein Mittel sein, um die gute Wirkung hervorzubringen.“ D.h. entweder
(3a) dass die schlechte Wirkung nur eine Folge der guten Wirkung ist; oder
(3b) die schlechte Wirkung „muss sich in gleicher Unmittelbarkeit wie die gute Folge ergeben“.
(4) Das vorhergesehene Übel muss durch einen „entsprechend schwerwiegenden Grund aufgewogen werden.“
Die Bedingung (2) bedeutet, dass nur die gute Wirkung beabsichtigt werden darf. Die Bedingung (3) verlangt verschärfend, dass „die schlechte Wirkung auch nicht als Mittel zu einem guten Zweck beabsichtigt werden darf.“
Nach Helga Kuhse und der New Catholic Encyclopedia wird das PDW folgendermaßen formuliert:
(1) Die Handlung selbst muss gut oder zumindest moralisch neutral sein.
(2) Der Handelnde darf die schlechte Wirkung nicht positiv wollen, darf sie aber zulassen. Wenn er die gute ohne die schlechte Wirkung erzielen kann, dann sollte er dies tun. Von der schlechten Wirkung sagt man manchmal, sie sei indirekt gewollt.
(3) Die gute Wirkung muss von der Handlung zumindest genauso unmittelbar ausgehen wie die schlechte (in der kausalen Abfolge, nicht notwendigerweise in zeitlicher Abfolge). Mit anderen Worten: Die gute Wirkung muss direkt von der Handlung verursacht sein, nicht von der schlechten Wirkung. Andernfalls würde der Handelnde ein schlechtes Mittel zu einem guten Zweck benutzen, was niemals erlaubt ist.
(4) Die gute Wirkung muss hinreichend wünschenswert sein, so dass sie das Zulassen der schlechten Wirkung aufwiegt. Bei dieser Entscheidung müssen viele Faktoren abgewogen und verglichen werden, und zwar mit einer Sorgfalt und Umsicht, die der Wichtigkeit des Falls angemessen ist.
In dieser Definition ist der zweite Satz der 2. Klausel („Wenn er die gute ohne die schlechte Wirkung erzielen kann, dann sollte er dies tun“) von Bedeutung. Durch diese Formulierung wird verhindert, dass der Eindruck entsteht, dass schlechte Nebenwirkungen, die vielleicht vermeidbar gewesen wären, ohne weiteres in Kauf genommen werden könnten, solange sie nur nicht direkt beabsichtigt waren.

## Bekannte Beispiele
Sämtliche Beispiele sind so konstruiert, dass die Handlung im Fall A in einer ethischen Theorie mit absolut geltendem Tötungsverbot moralisch verboten ist, während der Fall B in einer solchen Theorie gemäß dem PDW moralisch erlaubt sein kann, vorausgesetzt, die Bedingungen (1)–(4) sind erfüllt.

### Mutter und Kind
Fall A: Bei der Geburt eines Kindes gibt es Komplikationen. Das Leben der Mutter kann nur gerettet werden, wenn das Kind durch die Zertrümmerung des Schädels getötet wird. Andernfalls sterben Mutter und Kind. In diesem Fall wäre der gute Effekt nur die Nebenwirkung der direkten – schlechten – Handlung, was unerlaubt ist. 
Fall B: Bei einer schwangeren Frau wird Gebärmutterkrebs diagnostiziert. Die einzige Möglichkeit ihr Leben zu retten, ist die Entfernung der Gebärmutter, wobei der Fötus getötet wird. Es handelt sich also nicht um eine direkt beabsichtigte Tötung des Fötus.

### Bomben auf unschuldige Zivilisten?
Fall A: In einem gerechten Krieg kann durch die einmalige Bombardierung der Zivilbevölkerung der Krieg (schneller) beendet werden.
Fall B: In einem gerechten Krieg kann durch die Bombardierung eines militärischen Ziels der Krieg (schneller) beendet werden. Bei der Bombardierung werden Zivilisten sterben.
In der Literatur werden die Fälle des Strategischen Bombardements und das Terror-Bombardement unterschieden:
- Strategisches Bombardement: Ein Pilot bombardiert „in einem gerechten Krieg“ ein militärisches Ziel des Feindes. Er sieht dabei voraus, dass in der Nähe des Zieles befindliche unschuldige Zivilisten getötet werden.
- Terror-Bombardement: Ein Pilot bombardiert „in einem gerechten Krieg“ unschuldige Zivilisten, um den Feind zu schwächen.

Nach dem PDW kann ein strategisches Bombardement unter den Bedingungen (1)–(4) ethisch erlaubt sein. Beim strategischen Bombardement ist jedoch die Bedingung (4) problematisch: „unter welchen Umständen ist es in [diesen] Fällen ... moralisch berechtigt .., den Tod von Unschuldigen in Kauf zu nehmen“?
Ein Terror-Bombardement verstößt gegen (2) und (3), wäre also Mord.
Für die Lösung der Fälle wird eine kontrafaktische Hilfsüberlegung nahegelegt: würde der Pilot, wenn er könnte, die Tötung der Zivilisten vermeiden? Dies ist nur beim strategischen Bombardement der Fall.

## Diskussion und Kritik
Kritiker des Prinzips behaupten, dass es für die moralische Beurteilung einer Handlung keinen erheblichen Unterschied mache, ob eine schlechte Folge nur erwartet oder auch beabsichtigt wird.
Dem PDW wird entgegengehalten, dass im juristischen und auch alltäglichen Bereich auch das bewusst in Kauf Genommene als Schuld angerechnet werde (vgl. auch: dolus eventualis).
Weiterhin sei die Differenzierung zwischen dem Beabsichtigten und dem nur in Kauf Genommenen intersubjektiv kaum durchführbar.